# Megasport Arena
La Megasport Arena (en russe : Мегаспорт Арена) est un complexe sportif situé à Moscou en Russie, qui peut servir de patinoire de hockey sur glace, de salle de basket-ball ou encore de salle de concert.

## Historique

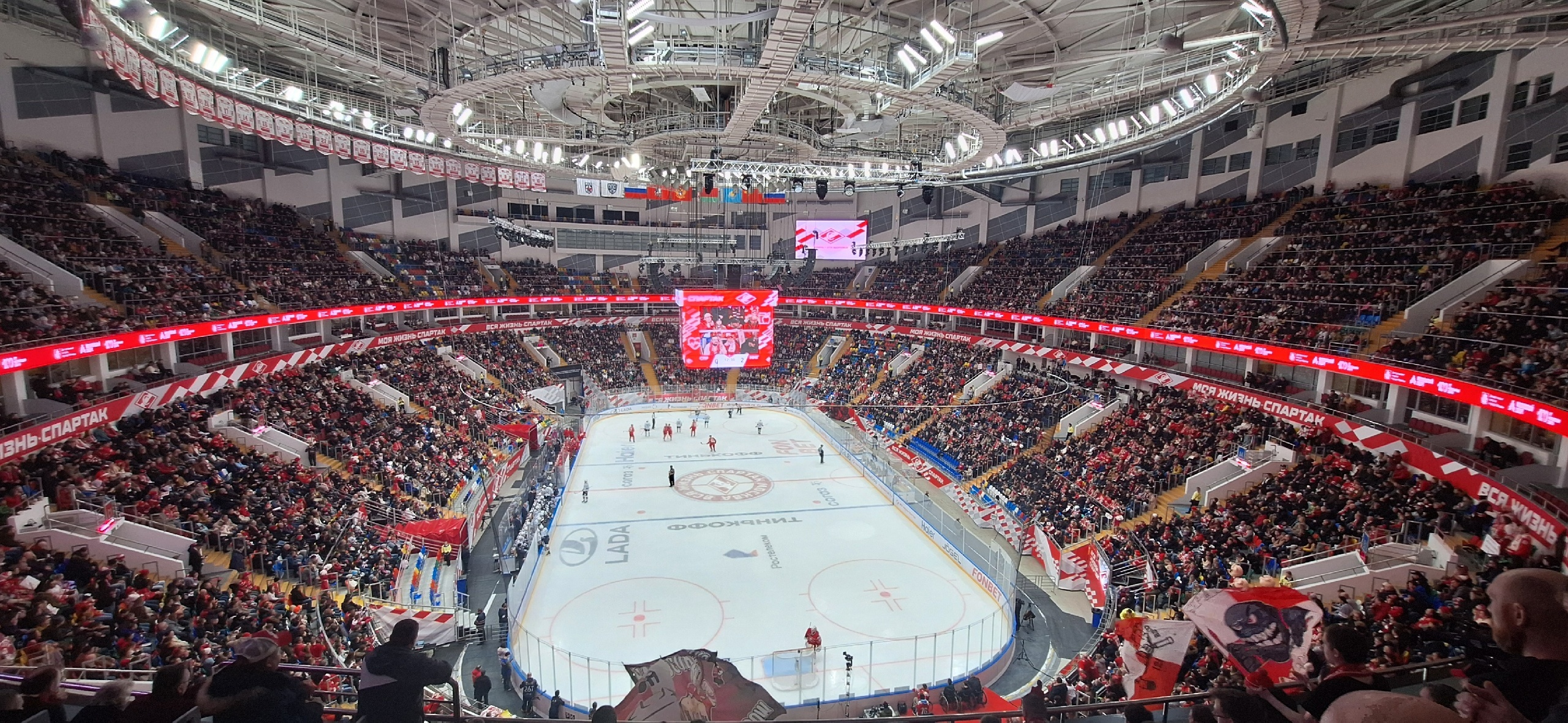
Photo intérieure du complexe sportif.

La salle a été construite en 2006 et accueille le Championnat du monde de hockey sur glace du 27 avril au 13 mai 2007. Les groupes A et nD de la compétition jouent dans cette patinoire, ainsi que les matchs du groupe E (premier groupe de qualification) et les matchs du tour final. La majorité des autres matchs se jouent dans la patinoire Mytichtchi Arena.
La patinoire a une surface de 57 500 mètres carrés et peut accueillir 14 000 spectateurs dont des loges VIP, commerciales et pour les médias au troisième niveau.

## Événements
- La Coupe de Russie de patinage artistique pour les éditions 2007, 2008, 2009, 2010, 2011, 2012, 2016, 2017, 2018, 2019 et 2020.
- Les championnats du monde de patinage artistique 2011
- Les championnats d'Europe de patinage artistique 2018